# علی آقا چایچی
میرزا علی آقا چایچی (درگذشته امرداد ۱۳۱۳ خورشیدی) از تجار معتبر رشت و از اعضای حزب دموکرات این شهر در دوره قاجار و از هواداران نهضت جنگل بود.
علی آقا چایچی در آذر ۱۳۰۴ از رشت به نمایندگی مجلس مؤسسان اول برگزیده شد که کار آن تغییر قانون اساسی برای انقراض قاجاریه و تأسیس سلطنت پهلوی بود. در سال ۱۳۰۹ به نمایندگی از تبریز (دوره هشتم) و در ۱۳۱۱ به نمایندگی رشت (دوره نهم) را به مجلس شورای ملی رفت. در بیشتر این دوره در مجلس حضور نداشت. از اوائل خرداد تا اواخر آذر ۱۳۱۲ از مجلس غایب بود و از اردیبهشت ۱۳۱۳ به مجلس نرفت تا اینکه در همین دوره درگذشت.